# Ряскино
Ряскино — упразднённая деревня в Александровском районе Владимирской области России.

## География
Урочище находится в северо-западной части области, в зоне хвойно-широколиственных лесов, на правом берегу реки Пичкуры, на расстоянии примерно 9 километров (по прямой) к юго-западу от города Александрова, административного центра района.

### Климат
Климат характеризуется как умеренно континентальный, с умеренно тёплым летом, холодной зимой, короткой весной и облачной, часто дождливой осенью. Среднегодовая температура воздуха — +3,4 °C. Годовое количество атмосферных осадков — 549 миллиметров, из которых большая часть выпадает в тёплый период.

## История
По состоянию на 1905 год, на хуторе Ряскино имелся 1 двор и проживало 2 человека. В административном отношении деревня входила в состав Махринской волости.
В советское время входила в состав Махринского сельсовета Александровского района. 
Упразднена решением облисполкома № 350 от 28 июня 1988 года как фактически не существующая.